# Погостівська сільська рада (Березинський район)
Погостівська сільська рада (біл. Пагосцкі сельсавет) — адміністративно-територіальна одиниця в складі Березинського району розташована в Мінській області Білорусі. Адміністративний центр — Погост.
Погостівська сільська рада розташована на межі центральної Білорусі, у східній частині Мінської області орієнтовне розташування — супутникові знимки, на схід від районного центру Березино.
До складу сільради входять 30 населені пункти:
- Борсуки • Березівка • Василівщина • Верхлівка • Вишівка • Висока Гора • В'яззя • Горуни • Гатець • Глинище • Дев'яниця • Єлівка • Журівка • Задубров'я • Замосточчя • Корма • Клубча • Кукорєво • Лиситник • Меденка • Милостове • Ольшанець • Погост • Селище • Старі Гумни • Стайченка • Стовпи • Тильківка • Харчичі • Хватівка.